# Turniówek patagoński
Turniówek patagoński, chwostnik (Ochetorhynchus phoenicurus) – gatunek małego ptaka z rodziny garncarzowatych (Furnariidae). Występuje endemicznie w Argentynie. Niezagrożony wyginięciem. Monotypowy.

## Taksonomia

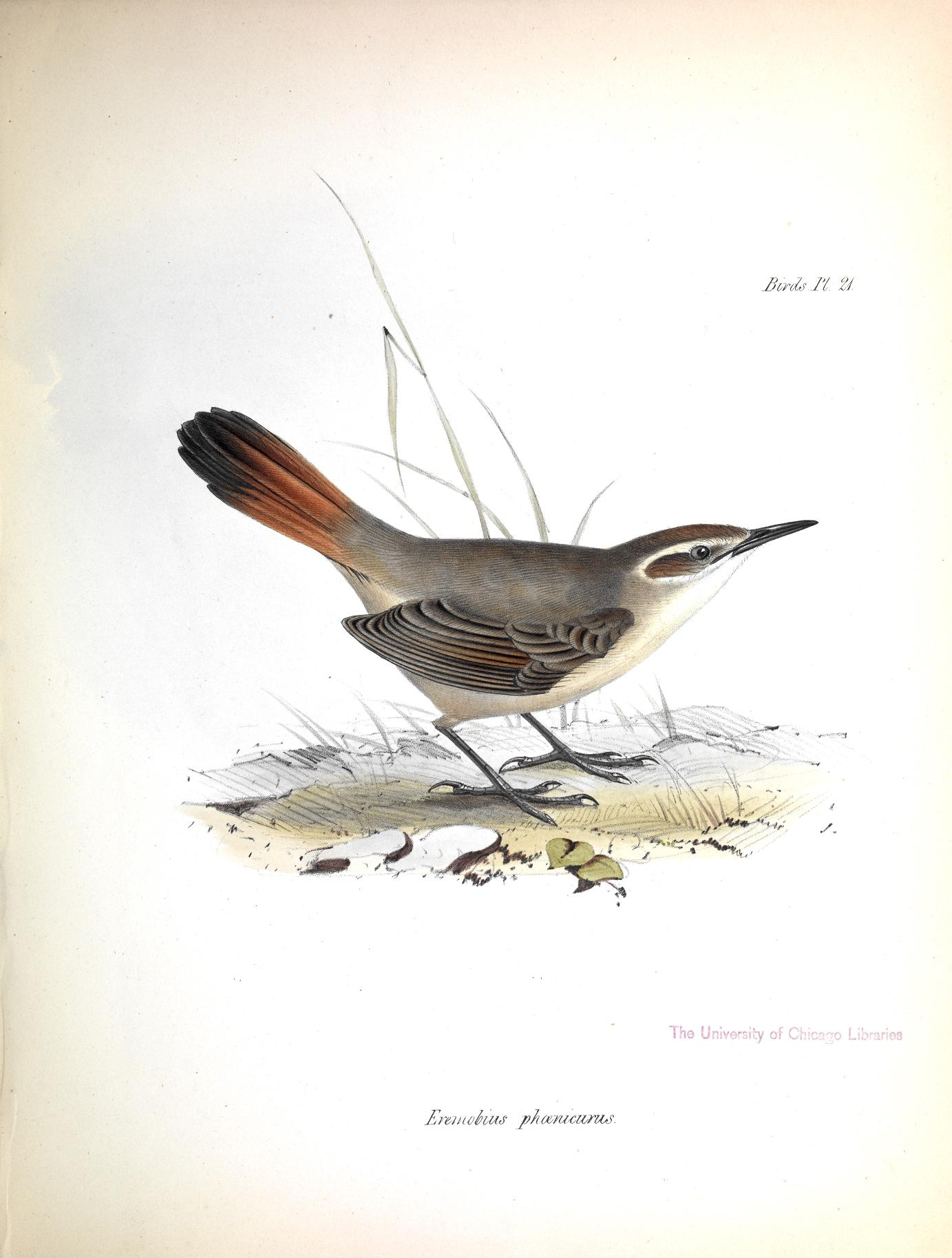
Turniówek patagoński – ilustracja z książki The Zoology of the Voyage of H.M.S. Beagle, część 3: Birds (1841)

Gatunek opisał po raz pierwszy John Gould w roku 1839, umieszczając go w monotypowym rodzaju Eremobius pod nazwą E. phoenicurus. Za miejsce zebrania holotypu wskazał wschodnie wybrzeże Patagonii; wraz z dwoma innymi osobnikami, miejsca zebrania to Puerto Deseado, Puerto San Julián oraz Puerto Santa Cruz. Pozycję systematyczną turniówka patagońskiego utrzymali m.in. autorzy HBW, choć według IOC gatunek przynależy do rodzaju Ochetorhynchus. Jako monotypowy rodzaj zdaje się być najbliższy rodzajowi Upucerthia, choć przedstawiciele mają odmienne gniazda. Na podstawie budowy gniazda sugerowano pokrewieństwo z Phacellodomus, Synallaxis, Pseudoseisura oraz Asthenes; u tego ostatniego rodzaju podobne jest również upierzenie. Nie wyróżnia się podgatunków.

## Zasięg występowania
Całkowity zasięg występowania obejmuje około 649 tys. km². Według IOC turniówek patagoński jest endemitem południowej Argentyny, jednak według autorów HBW zasiedla także skrajnie południową prowincję Chile – Magallanes. Jego zasięg w Argentynie rozciąga się od Neuquén i Río Negro do Santa Cruz. Środowisko życia stanowią pustynne nizinne zarośla oraz obszary trawiaste strefy umiarkowanej. Występuje od poziomu morza do 1200 m n.p.m. Często spotykany w zaroślach krzewów Monthea.

## Morfologia
Długość ciała wynosi 16–17 cm, zaś masa ciała 28–34 g. Pozostałe przybliżone wymiary dla okazów należących do Johna Goulda: dziób 2,5 cm, skrzydło do 7 cm, ogon 7,6 cm, skok 1,9 cm. Dziób cienki i prosty. Występuje biała brew, ciemny pasek oczny oraz rudawe pokrywy uszne. Grzbiet głowy i ciała, w tym większość skrzydeł jednolicie szarobrązowe. Ogon zaokrąglony, centralne sterówki czarnobrązowe, u nasady szarobrązowe. Pozostałe sterówki mają ciemnorude nasady wyraźnie oddzielone od czarnej części. Gardło białawe, po bokach bardziej szare. Spód ciała szarobrązowy. Na piersi i bokach obecne wyraźne, jaśniejsze pasy. Pokrywy podogonowe białawe. Tęczówka brązowa, dziób czarny lub czarnobrązowy, nasada dolnej szczęki o barwie rogu lub szarawa. Nogi i stopy czarniawe do czarnobrązowych. Nie występuje dymorfizm płciowy.

## Zachowanie
Pieśń stanowi szybki suchy tryl, niekiedy kończony pojedynczymi dźwiękami ti. Zawołanie stanowi ochrypłe suwi lub łit. Pożywienie stanowią stawonogi. Szuka ich na ziemi, w kępach traw, szczelinach skalnych oraz na roślinach poduszkowych. Zwykle żeruje samotnie.

## Lęgi
Okres lęgowy przypada na lato. Jaja odnotowywano we wrześniu, zaś młode w styczniu. Najprawdopodobniej monogamiczny. Gniazdo stanowi dużą, mierzącą około 55×30 cm konstrukcję z posplatanych kolczastych gałęzi, z bocznym tunelem długości około 25 cm, prowadzącym do komory gniazdowej o średnicy bliskiej 12 cm. Wyściółkę stanowi warstwa trawy, z wierzchu pokryta włosami, pajęczyną, suchymi kwiatami oraz piórami. Umieszczone jest około 1–2 m nad ziemią, pod wierzchem krzewu, np. z rodzaju Monthea, Schinus, Condalia, lub kolczastego kaktusa. Zniesienie liczy 2–4 jaja.

## Status i zagrożenia
Przez IUCN gatunek klasyfikowany jest jako najmniejszej troski (LC, Least Concern) nieprzerwanie od 1988 roku. Liczebność populacji nie została oszacowana, ale ptak ten opisywany jest jako od dość pospolitego po rzadki. Trend liczebności populacji uznawany jest za spadkowy ze względu na degradację siedlisk. W zamieszkiwanym środowisku jedynymi zmianami zaprowadzanymi przez człowieka zdaje się być wypas zwierząt. Turniówek patagoński występuje na terenie 9 ostoi ptaków IBA, w tym Parku Narodowego Laguna Blanca.